# Кремидівська сільська рада
Креми́дівська сільська́ ра́да — колишня адміністративно-територіальна одиниця та орган місцевого самоврядування в Лиманський районі Одеської області. Адміністративний центр — село Кремидівка.

## Історія
1 лютого 1945 р. перейменували хутір Ново-Мангейм Вовківської сільради на хутір Новий; хутір Малі Ламзаки приєднали до селища Благоєве, а Вовківську сільраду, відповідно до назви її центру, перейменували на Кремидівську.

## Загальні відомості
- Територія ради: 89,368 км²
- Населення ради: 3 133 особи (станом на 2001 рік)

## Населені пункти
Сільській раді були підпорядковані населені пункти:
- с. Кремидівка
- с. Благодатне
- с. Христо-Ботеве
- с. Нове
- с-ще Степове

## Населення
Згідно з переписом УРСР 1989 року чисельність наявного населення сільської ради становила 3228 осіб, з яких 1482 чоловіки та 1746 жінок.
За переписом населення України 2001 року в сільській раді мешкала 3131 особа.

### Мова
Розподіл населення за рідною мовою за даними перепису 2001 року:
| Мова       | Відсоток |
| ---------- | -------- |
| українська | 77,37 %  |
| російська  | 20,08 %  |
| циганська  | 0,80 %   |
| болгарська | 0,51 %   |
| молдовська | 0,45 %   |
| вірменська | 0,22 %   |
| білоруська | 0,16 %   |
| грецька    | 0,13 %   |
| німецька   | 0,10 %   |
| гагаузька  | 0,06 %   |

## Склад ради
Рада складалася з 20 депутатів та голови.
- Голова ради: Реконвальд Євгенія Парфирівна
- Секретар ради: Жекова Вікторія Борисівна

### Керівний склад попередніх скликань
| Прізвище, ім'я, по батькові     | Основні відомості                                                 | Дата обрання | Дата звільнення |
| ------------------------------- | ----------------------------------------------------------------- | ------------ | --------------- |
| Вишневський Павло Олександрович | Сільський голова, 1973 року народження, безпартійний              | 26.03.2006   | 31.10.2010      |
| Реконвальд Євгенія Парфирівна   | Сільський голова, 1959 року народження, освіта вища, позапартійна | 31.10.2010   | 25.10.2020      |

Примітка: таблиця складена за даними сайту Верховної Ради України

### Депутати
За результатами місцевих виборів 2010 року депутатами ради стали:

#### За суб'єктами висування
| Суб'єкт висування | Кількість обраних депутатів | %  |
| ----------------- | --------------------------- | -- |
| Самовисування     | 10                          | 50 |
| Партія регіонів   | 9                           | 45 |
| Партія «Родина»   | 1                           | 5  |

#### За округами
| № округу        | Прізвище, ім'я, по батькові      | Дата визнання обраним | Освіта  | Партійна приналежність | Відомості про обраного депутата                                                 |
| --------------- | -------------------------------- | --------------------- | ------- | ---------------------- | ------------------------------------------------------------------------------- |
| Партія регіонів |                                  |                       |         |                        |                                                                                 |
| 1               | Карпенко Олександр Володимирович | 04.11.2010            | середня | позапартійний          | Одеська залізниця, слюсар                                                       |
| 6               | Черкащина Тетяна Сергіївна       | 04.11.2010            | середня | член Партії регіонів   | Кремидівська амбулаторія загальної практики — сімейної медицини, реєстратор     |
| 9               | Буряковський Олександр Іванович  | 04.11.2010            | середня | позапартійний          | Одеська філія «Укртелеком», механік                                             |
| 11              | Жекова Вікторія Борисівна        | 04.11.2010            | вища    | позапартійна           | Кремидівська сільська рада, касир                                               |
| 13              | Стрілець Василь Миколайович      | 04.11.2010            | середня | член Партії регіонів   | відділ ВОХР Одеської залізниці, начальник                                       |
| 14              | Лебецька Ганна Петрівна          | 04.11.2010            | середня | позапартійна           | тимчасово не працює                                                             |
| 17              | Прокопчук Людмила Миколаївна     | 04.11.2010            | вища    | позапартійна           | Кремидівський дошкільний навчальний заклад, завідувачка                         |
| 19              | Фінагеєва Раїса Володимирівна    | 04.11.2010            | середня | позапартійна           | тимчасово не працює                                                             |
| 20              | Почуєва Ліна Богданівна          | 04.11.2010            | середня | член Партії регіонів   | Кремидівська амбулаторія загальної практики — сімейної медицини, медична сестра |
| Партія «РОДИНА» |                                  |                       |         |                        |                                                                                 |
| 16              | Янковський Руслан Ярославович    | 04.11.2010            | вища    | позапартійний          | ТОВ «Слав'янський альянс», юрист-консультант                                    |
| Самовисування   |                                  |                       |         |                        |                                                                                 |
| 2               | Рудий Володимир Петрович         | 04.11.2010            | середня | позапартійний          | тимчасово не працює                                                             |
| 3               | Каіра Віктор Іванович            | 04.11.2010            | середня | позапартійний          | фермерське господарство «Віктор», голова                                        |
| 4               | Семещенко Надія Олександрівна    | 04.11.2010            | середня | позапартійна           | тимчасово не працює                                                             |
| 5               | Картунова Світлана Петрівна      | 04.11.2010            | вища    | позапартійна           | Кремидівська сільська рада, секретар                                            |
| 7               | Біслімакі Олена Володимирівна    | 04.11.2010            | середня | позапартійна           | Кремидівська сільська рада, начальник військово-облікового столу                |
| 8               | Перепелюк Людмила Борисівна      | 16.11.2010            | вища    | позапартійна           | Одеська залізниця, оператор СТЦ                                                 |
| 10              | Чабанюк Леонід Филимонович       | 02.01.2011            | середня | позапартійний          | приватний підприємець                                                           |
| 12              | Грудьєв Руслан Іванович          | 04.11.2010            | середня | позапартійний          | приватний підприємець                                                           |
| 15              | Цуркаленко Лариса Вікторівна     | 04.11.2010            | середня | позапартійна           | тимчасово не працює                                                             |
| 18              | Жежуленко Анатолій Володимирович | 04.11.2010            | вища    | позапартійний          | ТОВ «Розвиток-А», директор                                                      |